# 석화촌 (드라마)
《석화촌》은 1983년 11월 26일에 방영된 TV문학관이다.

## 출연
- 권기선
- 이한수
- 이치우
- 태민영
- 남일우
- 백수련
- 김을동
- 이주실
- 김해권
- 방숙례
- 임영식
- 한경수
- 이제신
- 김일란
- 박승희
- 정인숙
- 이화영
- 김순덕
- 김희정